# 桐山利三郎
桐山 利三郎（きりやま りさぶろう、1900年9月21日 - 1995年11月5日）は、日本の経営者。広島県出身。位階は正六位。

## 経歴
1912年に広陵中学校を卒業。
1932年に神戸屋専務を経て、1953年に社長に就任し、1971年には会長に退いた。
1969年10月に藍綬褒章を受章し、1976年に勲四等瑞宝章を受章。
1995年11月5日老衰のために死去。95歳没。死没日付をもって正六位に叙された。